# Justicia huacanensis
Justicia huacanensis là một loài thực vật có hoa trong họ Ô rô. Loài này được T.F.Daniel & V.W.Steinm. mô tả khoa học đầu tiên năm 2007.